# Grabiszynek
Grabiszynek (niem. Leedeborn) – osiedle we Wrocławiu położone pomiędzy aleją Józefa Hallera, nasypem kolejowym, przedłużeniem ul. Racławickiej, a rzeką Ślęza i aleją Romera, w rejonie ulicy Odkrywców, niem. Leedeborn Trift, tj. "Pastwisk Leedeborn". Od 1991 roku decyzją Rady Miasta Wrocławia Grabiszynek po połączeniu z sąsiadującym Grabiszynem w sensie administracyjnym tworzy jedno osiedle o nazwie Grabiszyn-Grabiszynek.

## Historia
Osiedle jest położone na dawnych gruntach podwrocławskiej wsi Grabiszyn, która mieściła się w pobliżu łachy rzecznej zwanej Der Leede Born, od której pochodziła historyczna niemiecka nazwa ul. Odkrywców. Już od 1910 roku obszar ten był przeznaczony pod zabudowę, a w latach 1934-1938 wytyczono tam osiedle domków jednorodzinnych i wielorodzinnych (na obrzeżu, wzdłuż obecnej al. Hallera) według projektów A. Hinderlicha i A. Wedemanna.
Obecnie osiedle jest rozdzielone pasem terenów rekreacyjnych, które stanowią część parku Grabiszyńskiego i tworzy dwa oddzielne zespoły zabudowy, które łączy ulica Odkrywców i ulica Ojca Beyzyma (dalej w kierunku południowym ul. Lakiernicza). Część północną cechuje południkowy przebieg ulic z poprzeczną promenadą (ul. Wędrowców), a część południową krzywoliniowy przebieg ulic z częściowo zrealizowanym kwadratowym placem, zabudowywanym głównie po 1945 roku.